# 埃克森大厦

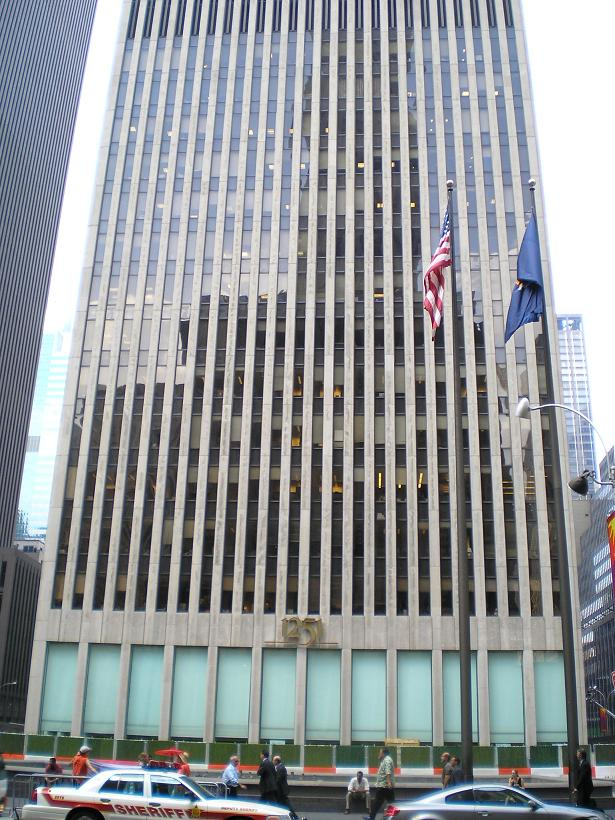
洛克菲勒中心埃克森大厦

埃克森大厦（Exxon Building），或者其地名美洲大道1251号，是曼哈顿第六大道（正式名美洲大道）洛克菲勒中心扩建工程（20世纪60年代-70年代）的一部分，当时该计划被称为“XYZ大楼群”。大楼的高度和字母相关。“X”楼为1251号，是最高建筑，共54层750英尺（229米），但是大楼群中第二个完工的（1971年）。“Y”楼为1121号麦格劳-希尔集团大厦，是首歌完工的（1969年）。“Z”楼是1211号塞拉尼斯大厦是其中最低和最新的，共45层592英尺。
1251号是整个洛克菲勒中心建筑群中第二高的，仅次于GE大楼。
尽管其为美国前100高楼，但是美洲大道1251号除了在临近的几个街区外很难被看到，因为它周围被超过500英尺的高楼环绕。这导致尽管它和波士顿、明尼阿波利斯的最高楼几乎一样高，它在纽约市的天际线上几乎无法看到。